# Going!Going!Gone!
Going!Going!Gone!（ゴーイング！ゴーイング！ゴーン）は、アルファのメジャー4枚目のアルバム（ミニ・アルバム）。発売元は東芝EMI。

## 概要
- BENNIE K、小田真、SUPER BUTTER DOG&100sの池田貴史、マイナスターズのデカ岡ヒロシ、DJ HI-KICK、堀尾ひろみ、K3、つぶやきシロー、Brenda Vaughn、Robbie Danzi、JUNが参加。
- 2007年3月16日に「Going!Going!Gone!」を特定の店舗での購入者対象にアルファ・インストア・イベント開催が行われた。

### 収録曲
1. Going!Going!Gone!
Words.アルファ、Music.アルファ/小田真、Arrangement.DJ SUZUKI/小田真
SamplingVoice & Chorus.BENNIE K
テレビ朝日系草野☆キッド、オープニング&エンディングテーマ。
2. ある晴れた日の午後にふと思う
3. コロンブス
4. Dreamer Come True
5. ファンキーさん
6. Money shaker feat. JUN
7. U・S・O